# フラッシュダンス (ミュージカル)
『フラッシュダンス』(Flashdance The Musical ) は1983年の映画『フラッシュダンス』の舞台化ミュージカル。2008年7月、イングランドのプリマスにあるロイヤル劇場でワールド・プレミアが上演され、続いて2009年5月までイングランド・ツアー公演、2011年1月までロンドンのウエスト・エンドにあるシャフテスバリー劇場で16週間公演が行なわれた。2013年、ブロードウェイ公演に続く全米ツアー公演が行なわれた。

## 構想
アメリカ合衆国ペンシルベニア州ピッツバーグで昼は溶接工、夜は「フラッシュダンサー」で、高名なシップリー・ダンス・アカデミーに入学することを夢見る18歳のアレックスを中心に物語は展開する。
トム・ヘドリー、ジョー・エスターハス脚本、トム・ヘドリー原案によるパラマウント映画の『フラッシュダンス』をベースにしており、イギリス公演によると「間違いなく個性的な、夢を追い求め何事にも打ち勝つ愛のミュージカルである」。映画からのヒット曲『Maniac 』、『Manhunt 』、『Gloria 』、アカデミー歌曲賞およびゴールデングローブ賞 主題歌賞を受賞した『フラッシュダンス…ホワット・ア・フィーリング』が使用されている。

## 2010年、ロンドン公演
イギリス版ミュージカルはデイヴィッド・イアンのプロデュース、ニコライ・フォスター演出、アーリーン・フィリップス振付、トム・ヘドリーおよびロバート・カリー脚本、ロビー・ロス作曲、ロビー・ロスおよびロバート・カリー作詞により製作された。
2008年、ロンドン公演のキャストはアレックス・オウエンズ役にヴィクトリア・ハミルトン=バリット、ニック・ハーレイ役にノエル・サリヴァン、ハンナ・オウエンズ役にバーニー・ノーラン、ジミー・カミンスキー役にブルーノ・ラングリー。この公演では映画から5曲、オリジナル16曲の計21曲が使用された。この公演のサウンドトラックの発売予定はない。
2010年9月24日金曜日、プレヴュウ公演が始まる予定であったが、技術的問題により翌日からに延期された。2011年1月15日、予定より早く閉幕。

## 以降の公演
ブロードウェイ公演と全米ツアー公演が行なわれる。2011年12月、「2012年秋」にロンドン版がブロードウェイで上演されると発表されたが、2012年3月、公式サイトでは再演のロゴと「あなたの街にやってくる」というタグのあるたった1ページが表示され、当時2013年1月1日から6日にこの物語の舞台であるピッツバーグのハインツ・ホールで上演されることのみが確約されていた。その後、全米ツアーの後の2013年8月にブロードウェイ公演が上演されることが発表された。
2013年秋、オランダ製作のミュージカル『フラッシュダンス』がジム・バッカム主演でオランダ・ツアーが行なわれる。

## 出演者
| 役名                   | 2008年オリジナル・ツアー          | オリジナル・ウエスト・エンド公演  |
| ---------------------- | --------------------------------- | --------------------------------- |
| アレックス・オウエンズ | ヴィクトリア・ハミルトン=バリット | ヴィクトリア・ハミルトン=バリット |
| ニック・ハーレイ       | ノエル・サリヴァン                | マット・ウィリス                  |
| ハンナ・オウエンズ     | バーニー・ノーラン                | サラ・イングラム                  |
| ジミー・カミンスキー   | ブルーノ・ラングレイ              | サム・マッケイ                    |
| グロリア               | ルーシー・スティーヴンス          | シャーロット・ハーウッド          |
| ジャスミン             | ハレニア・スコット                | トゥイニー・リー・ムーア          |
| キーシャ               | キャリル・トーマス                | ハンナ・レヴァン                  |
| エイブ                 | マイケル・コンウェイ              | ブレンダン・カル                  |
| ハリー                 | キャヴィン・スポークス            | ラッセル・ディクソン              |
| ジョー                 | キャヴィン・スポークス            | ラッセル・ディクソン              |
| ドクター・クール       | サイモン・ハーヴェイ              | リッキー・ロジャス                |
| サミー                 | サイモン・ハーヴェイ              | アンドリュー・スピレット          |
| CC                     | マイケル・コンウェイ              | ロビー・ホワイト                  |

## 映画と舞台の相違
- 映画版のジェニーとティナ・テックは舞台版では同一にされグロリアという役になっている。
- ストリップ・バーであったザンジバーはストリップではなくポール・ダンスのみになっている。
- リッチー・ブラジックの役はカットされ、ジミー・カミンスキーが登場するが、共通点は少ない。
- アレックスはニックが騙したとしてケンカになるシーンは舞台版には出てこない。
- アレックスの有名な椅子のシーンを除き「フラッシュダンサーズ」のソロは全てカットされているが、このシーンは第1幕最後の場面転換に移動されている。
- 映画での使用曲が舞台版にもいくつか使用されているが、使用場面が違う。例えば『Manhunt 』はソロのダンスのシーンではなく、ニックとアレックスにより歌われる。『Gloria 』は映画ではジェニーのアイス・スケートのソロのシーンで流れるが、グロリアのストリップ・クラブでのシーンで使用される。『ホワット・ア・フィーリング』は映画同様アレックスのオーディションのシーンで使用される。
- 映画ではニックがアレックスにオーディションを受けるよう説得するが、ミュージカルではアレックスの友人たちが説得し、オーディションに同行する。

## 楽曲
| 第1幕 - Working Man's Orchestra - カンパニー - Steeltown Sky - アレックス、カンパニー - Up In Smoke - ハンナ、アレックス. - In Touch With The Beat - キーシャ, ジャスミン, グロリア、アレックス - High Art - アレックス、カンパニー - Maniac - キーシャ, ジャスミン、グロリア - The Long Way Home - グロリア - Totally Different People- アレックス, サミー, エイブ, ジョー、ハンナ - Manhunt - キーシャ, ジャスミン、グロリア - Don't Stop - ニック、アレックス - Don't Stop (リプライズ) - アレックス - My Next Step - アレックス, ジミー, ジャスミン, キーシャ、カンパニー | 第2幕 - Working Man's Orchestra - カンパニー - New Economy - ドクター・クール, CC, ジミー, ニック、ウィリアム・ハーレイ - You Can't Keep Me Down - ジミー、カンパニー - You're Not Done - ハンナ、アレックス - I Love Rock and Roll - ラジオ - Gloria - キーシャ、ジャスミン - Don't Stop (リプライズ) - アレックス - In Touch With The Beat (リプライズ) - キーシャ - What A Feeling - キーシャ, ジャスミン、グロリア |